# 立陶宛历史
立陶宛人屬遠古印歐語系的一支，於公元前即已來到波羅的海沿岸定居。1009年3月9日由於《奎德林堡編年史》的紀載，成為立陶宛名稱首次的書面紀錄。
12世紀起受日耳曼人侵略。1240年，立陶宛大公國成立。1370年，波蘭王室絕嗣，1386年波蘭公主海德維希嫁給立陶宛大公亚蓋隆，兩國的結合使國力倍增，儼然成為歐洲大國。1569年依據盧布林條約正式合併，成立波蘭立陶宛聯邦，是當時歐洲的強國。但是由於對外長期戰爭，加上國內動亂不止，國王昏庸腐敗等，國力迅速衰退，最終在1772年、1793年和1795年為俄羅斯、普魯士及奧地利的三次瓜分後滅亡。立陶宛大公國的領土，自此成為沙俄版圖的一部份。
第一次世界大战期间，立陶宛被德意志帝國佔領。1917年俄国接連爆发二月革命及十月革命，最後由列寧主導成立苏维埃俄国。1918年2月16日，立陶宛宣佈獨立。1939年德蘇簽訂互不侵犯條約後，蘇聯軍事佔領立陶宛。1941年德蘇戰事爆發，德軍跨出東普魯士，迅速佔領立陶宛。第二次世界大战之后，立陶宛被苏联吞并，成為蘇聯的加盟國。1990年3月宣布独立，1991年6月苏联承认其独立地位。

## 部落時期
末次冰期後（約西元前10萬年前）立陶宛一帶出現了昆達文化、尼曼文化與納爾瓦文化等中石器-新石器時代文化，居民以游獵維生，尚未形成定居點。西元前8000年左右因氣候變暖，當地森林漸茂，人群也漸趨定居生活，但直至西元前3000年左右當地才有農業出現，並開始有手工藝製作與貿易，印歐人也約於此時期來到立陶宛，和當地人混血產生了多支波羅的人部落。
波羅的人部落與羅馬帝國有一些商業往來，透過琥珀之路將琥珀運往羅馬，但受羅馬的文化與政治影響不大，羅馬歷史學家塔西佗在《日耳曼尼亞志》提到了埃斯蒂人，可能即為波羅的海東南岸的一支波羅的人。波羅的人中居住地較靠西的部落與外地的接觸較早，西元2世紀托勒密已經知道加林迪亞人與約特維恩格人，中世紀前期的文獻也有提到古普魯士人、庫洛尼亞人與瑟米加利亞人。
立陶宛語被認為是印歐語系中相當存古的一種語言，約於7世紀時和拉脫維亞語分家。立陶宛傳統的多神信仰與習俗保留了很長的時間，當地傳統會在統治者死後將其火化，文獻中可見中世紀的立陶宛大公阿爾吉爾達斯與科斯圖提斯死後火化儀式的記載。

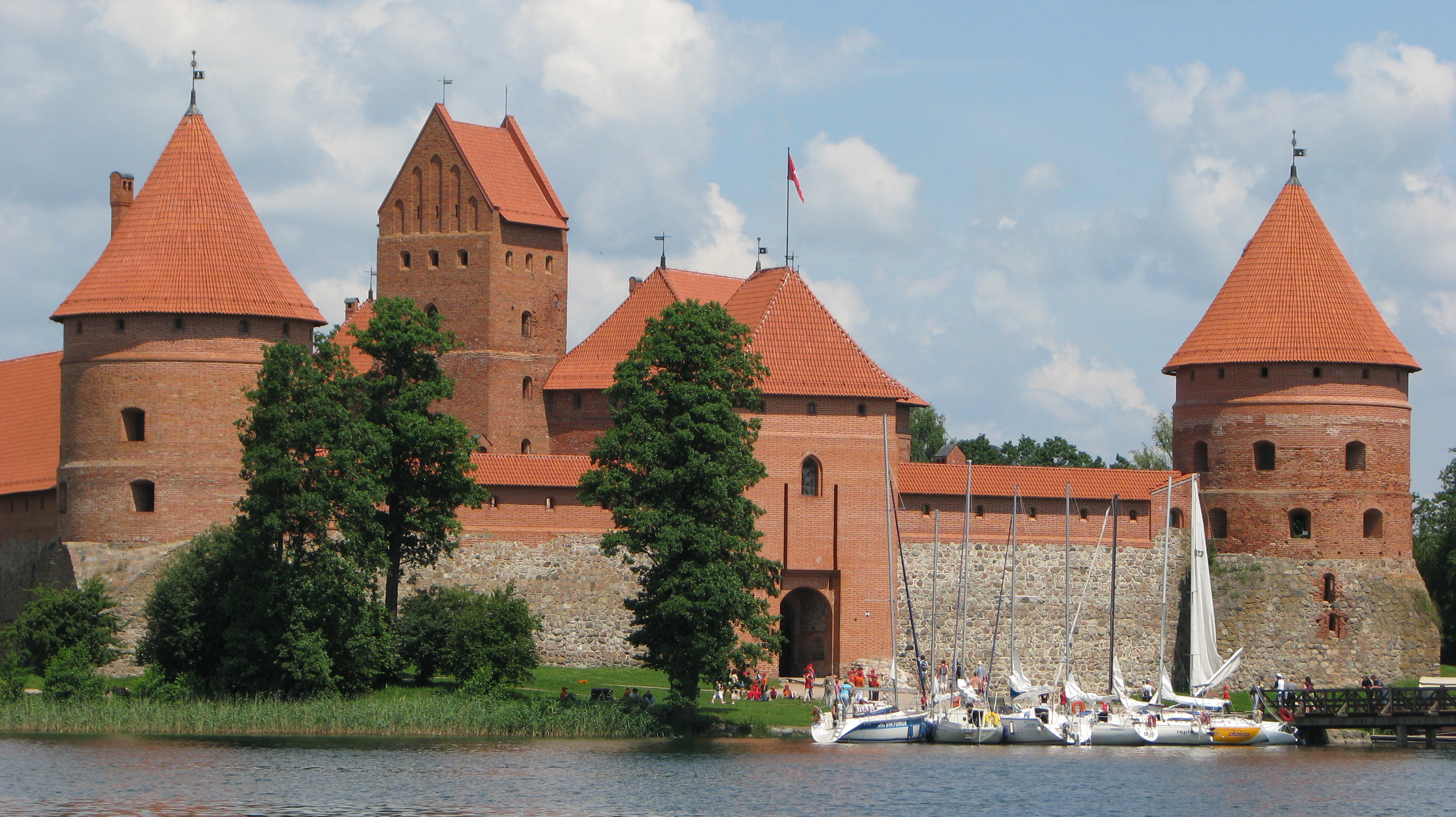
立陶宛大公的住所特拉凱城堡

## 立陶宛大公国

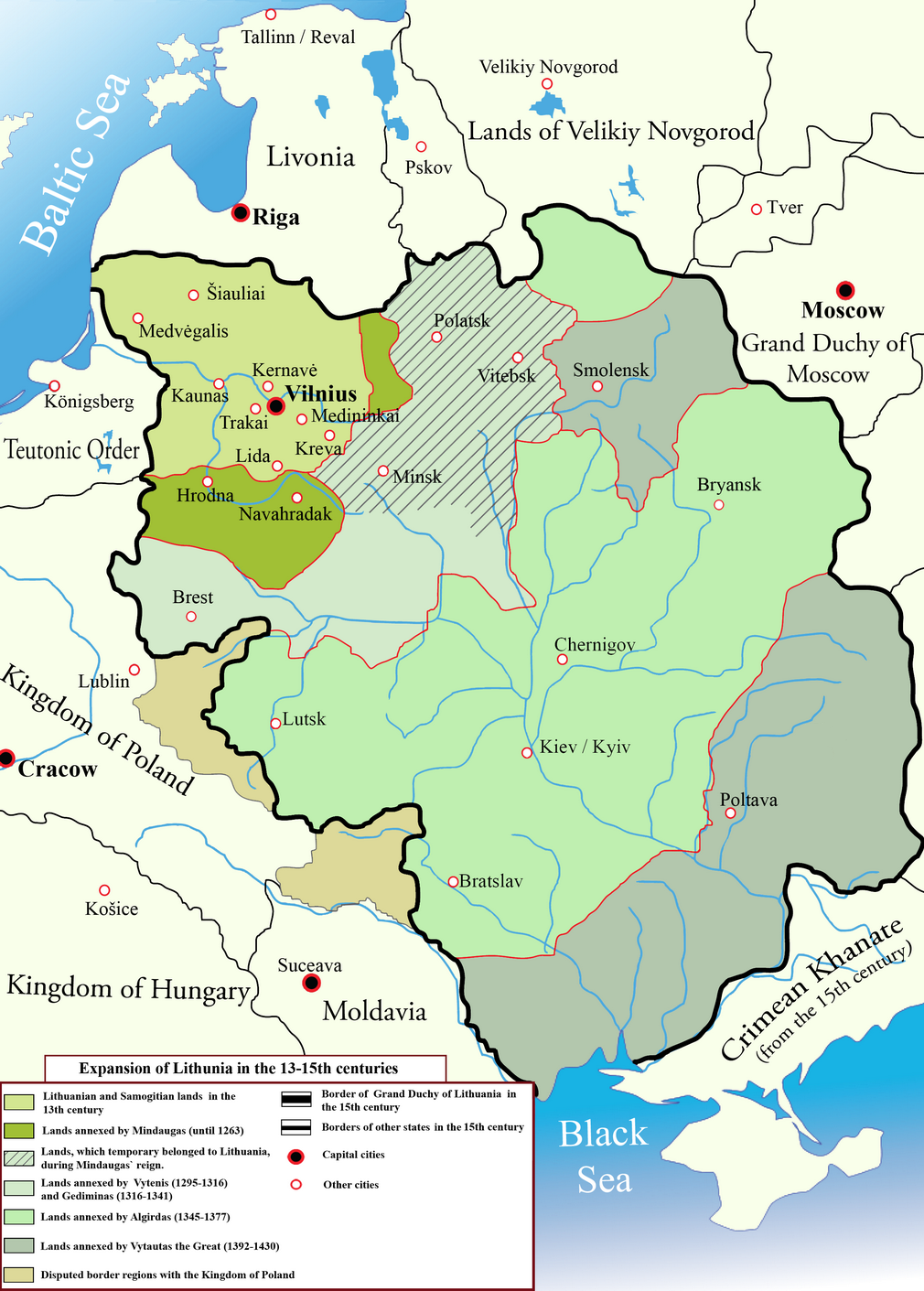
立陶宛大公國的擴張

9世紀至11世紀海岸的波羅的人常受維京人侵擾，當地王公向基輔羅斯進貢。12世紀中葉立陶宛人開始侵略魯塞尼亞人的領地，12世紀末已有穩定且有組織的軍事力量，用於對外劫掠財寶與奴隸，1183年立陶宛人襲擊了今波拉次克和普斯科夫，甚至距離更遠的諾夫哥羅德共和國也是其侵略範圍，這些軍事行動也帶動立陶宛社會的轉型，逐漸形成國家的雛形，並發展成立陶宛大公國 ，1219年21位立陶宛公爵與加利西亞－沃里尼亞王國簽署和平條約，為波羅的部落聯合最早的證據，同年立陶宛公爵們選出五位大公，以應對由聖劍兄弟騎士團對立陶宛、拉脫維亞和愛沙尼亞的「異教徒」們所發動的攻擊。由於立陶宛本國留存該時段的歷史記錄匱乏，明道加斯是如何從五大公裡脫穎而出最終成為立陶宛人的領導者，整個歷程並不是很清楚的。直至1236年時聖劍兄弟騎士團的官方記錄，是將明道加斯稱為全體立陶宛人的領導者，同年羅馬教廷新任教皇格里高利九世向騎士團下達對立陶宛的聖戰詔書，聖劍騎士團就此進攻波羅的海僅剩的「異教」國。 
時立陶宛為立窩尼亞十字軍入侵，1236年9月22日蘇勒戰役中首位立陶宛大公明道加斯手下將領擊敗了寶劍騎士團，引發原本已被騎士團征服的庫洛尼亞人、瑟米加利亞人與瑟羅尼亞人起義，重挫騎士團在道加瓦河左岸的戰果，2000年立陶宛與拉脫維亞議會因此決定將9月22日訂為波羅的團結日。1251年明道加斯皈依羅馬天主教，於1253年接受教宗英諾森四世加冕為國王，建立立陶宛王國。1263年明道加斯被暗殺後立陶宛恢復傳統的多神信仰，在立陶宛十字軍戰役中為條頓騎士團、立窩尼亞騎士團與寶劍騎士團等征討，皮尔奈圍城戰即為其中著名的戰役，此時期立陶宛仍持續向東擴張，原屬基輔羅斯的斯拉夫各公國落入立陶宛的勢力範圍：立陶宛部分地通過政治聯姻的方式與東方斯拉夫人和東正教建立聯繫，強化起與相鄰各羅斯公國的聯盟關係的同時也擴大領土範圍。
據傳說記載，14世紀初期的立陶宛大公格迪米納斯有一次在維爾尼亞河附近狩獵後在當地過夜，夢見一隻站在山丘上的大隻鐵狼大聲嚎叫，祭司利茲代卡認為鐵狼象徵城堡，格迪米納斯遂遵神意建城，以维尔尼亚河之名將其取名為維爾紐斯城並以其為都，即今立陶宛的首都。1362年或1363年立陶宛大公阿爾吉爾達斯在藍水之戰中大敗金帳汗國，擴展領土至基輔、波多利亚與烏克蘭原野，東面與莫斯科大公國接壤。14世紀末的立陶宛大公國成為了全歐洲最大的王國，領土包括今立陶宛、白俄羅斯、烏克蘭以及波蘭和俄羅斯的一部分。在當立陶宛入主了外域國度後，統治者們並未第一時間改變在地體系而訴諸制壓，立陶宛大公以下的格言可較為反映他們在當年所實施的管治策略：「我們不會摧毀過去或植入創新」。立陶宛是有繼續維繫了羅斯公國的體系，在晚後這些遺存傳統是轉變為地區特權 (現代意義的自治權力)——烏克蘭人有一個笑稱說立陶宛人曾是他們歷史上最好的入侵者。造成當年立陶宛入主魯塞尼亞形成的關係如此，相信並非是立陶宛人有友善或和平的相處特徵，而是立陶宛異信仰者無法和當時東正教體制和文學相旗鼓，改奉基督教前「異教」的立陶宛王貴管治的全新領土內，約900萬居民裡有800萬都是斯拉夫人和東正教信眾——地緣關係其新治下的人口、信仰文化與源土相較差距極大，立陶宛也難以擴展自身當時的語言、文化和信仰於新的領土，而原基輔羅斯的文明——東正教、斯拉夫教會語言和法律傳統都反傳入立陶宛，烏克蘭是成為立陶宛在中世紀的高雅文化發源。新政體的官方文件除拉丁文也使用秘书室斯拉夫语（書面的羅塞尼亞語，即古烏克蘭語和古白羅斯語）。

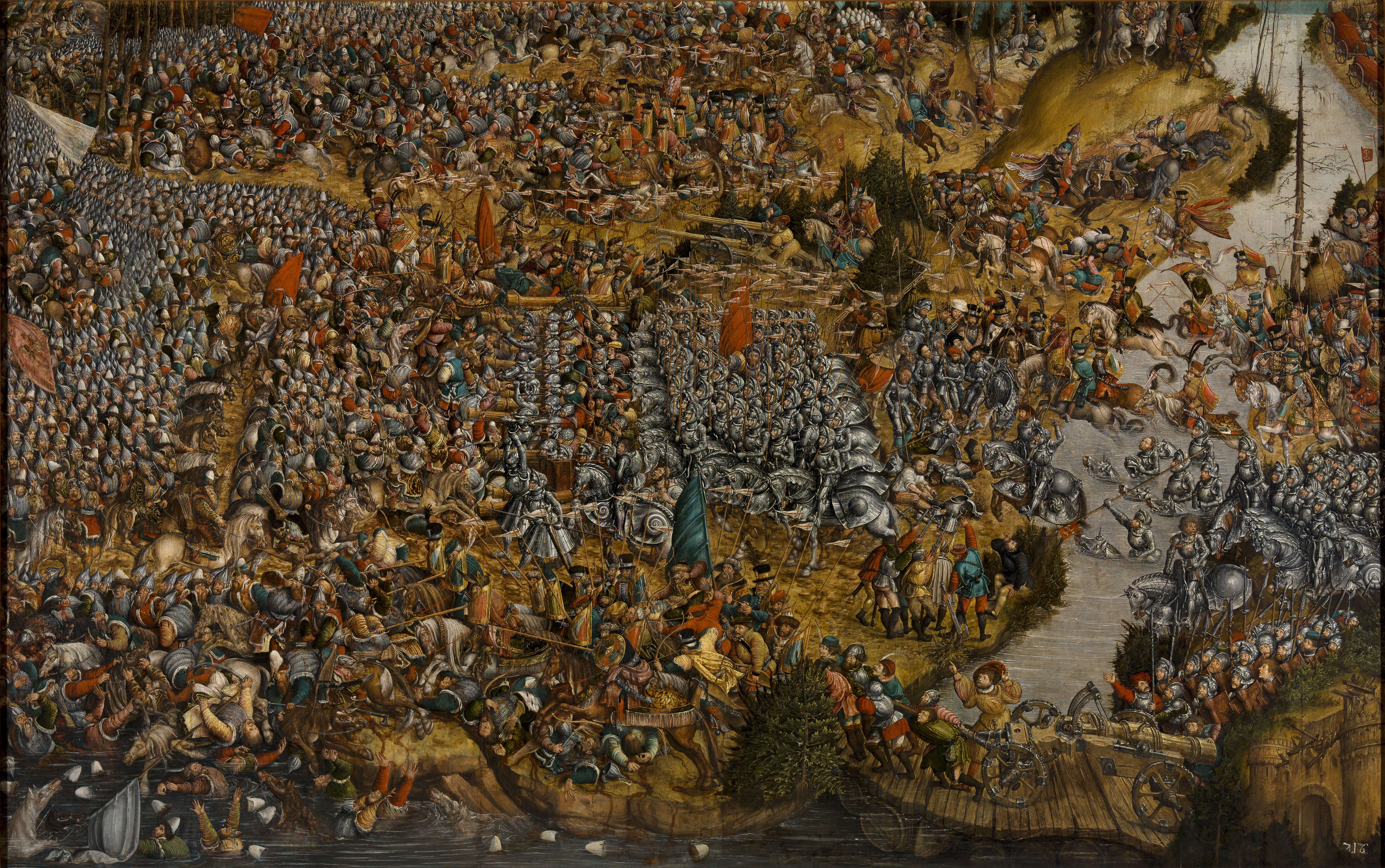
1514年的奧爾沙戰役中波蘭與立陶宛聯軍擊敗莫斯科大公國

1386年波蘭公主雅德維加與立陶宛大公約蓋拉成婚，兩國組成共主邦聯，約蓋拉統治期間立陶宛逐漸基督教化，為歐洲最晚接受基督教的地區之一，其北邊地區於12世紀末即被數個騎士團征服而信仰基督教，立陶宛因當時擊敗了寶劍騎士團，遲至14世紀末才接受基督教。約蓋拉死後，維陶塔斯在內戰中勝出，於1392年成為立陶宛公爵，他治下的立陶宛國勢達到頂峰，開始中央集權，1399年維陶塔斯與脫脫迷失的聯軍在沃尔斯克拉河战役敗於金帳汗國，不過1410年波蘭與立陶宛聯軍在格伦瓦德之战擊敗條頓騎士團，此戰為中世紀歐洲最大的戰役之一，1429年維陶塔斯獲神聖羅馬帝國皇帝西吉斯蒙德封為國王，但運送王冠的使節在波蘭被截住而耽擱，維陶塔斯於隔年皇冠送抵的前幾天逝世。維陶塔斯逝世後立陶宛貴族一度試圖脫離與波蘭的聯盟，但15世紀末被迫重新與其結盟對抗興起的莫斯科大公國，先後爆發莫斯科-立陶宛戰爭與立窩尼亞戰爭，前者持續至16世紀初，據《莫斯科公国札记》記載，1514年的奧爾沙戰役中波蘭與立陶宛聯軍以寡擊眾擊敗了莫斯科大公國，並抓獲其將領；立窩尼亞戰爭則於1558年爆發，於1583年以波蘭與立陶宛（當時已組成波蘭立陶宛聯邦）的勝利告終，簽署的亚姆—扎波利斯克停战协定中聯邦獲得立窩尼亞、波拉次克與韋利日，波蘭立陶宛軍隊則退出大盧基與普斯科夫等俄國領土。

## 波兰立陶宛联邦

橘線內土地為1569年兩國合一的波蘭立陶宛國土，綠色區則是立陶宛大公國在1434年的極盛領土

1569年，立陶宛與波蘭締結盧布林聯合，成立波蘭立陶宛聯邦，立陶宛保有自己的軍隊、貨幣與法律（立陶宛大公国法规），此時期波蘭文化對立陶宛的政治、語言、文化與國族意識等都產生了重大影響。聯邦初期國力强盛，在文藝復興與宗教改革影響下文化、藝術與教育勃興，並對外與沙俄、鄂圖曼土耳其帝國和瑞典帝國征戰，在俄羅斯混亂時期進攻俄羅斯，甚至在1610年至1612年間佔領莫斯科。
十七世紀中葉聯邦國力衰退，再次與沙俄爆發大規模衝突，1655年維爾紐斯之戰中聯邦敗於沙俄，立陶宛首都維爾紐斯被沙俄佔領，為歷史上該城首次被外國軍隊攻佔，俄軍在城中大肆搶掠破壞，直至1661年聯邦才收復維爾紐斯，立陶宛許多文物與國家檔案Lithuanian Metrica均在戰爭中佚失。同時期的第二次北方戰爭中聯邦全境一度被瑞典軍隊攻佔，經濟受到嚴重破壞，是為波立聯邦的「大洪水时代」。不久後聯邦國力未能恢復前又爆發了大北方戰爭，同時爆發瘟疫與飢荒，聯邦失去了近40%人口。
1791年，聯邦的四年議會通過五三憲法，為世界第二部成文憲法，試圖改革贵族民主制的缺陷，向君主立憲制轉型，主張貴族與城鎮居民權利均等，將農民置於政府的保護之下以減輕虐用農奴的情形。最終波立聯邦仍在1772年、1793年和1795年為俄羅斯、普魯士及奧地利三次瓜分後滅亡。立陶宛大公國的領土大多被俄羅斯帝國吞併。

## 第一次俄據時代
波蘭與立陶宛地區兩次對抗沙俄統治的1831年與1863年均告失敗，沙俄則推行俄羅斯化政策，1840年廢除立陶宛大公國法規，1865年起禁止立陶宛語出版品，此外還關閉數個文教機構與天主教堂，但因有許多人走私立陶宛語書籍，以及在家庭內部秘密推行立陶宛文化教育，俄羅斯化的效果不彰。西莫納斯·道坎塔斯等人推動立陶宛民族復興，試圖脫離俄羅斯與波蘭的影響，從波立聯邦以前的古代立陶宛歷史、語言與文化逐步建構立陶宛獨立的民族意識。
1877年－1878年年俄土戰爭後沙俄與德國的關係惡化，亞歷山大二世接受其將領的建議在西部邊境（立陶宛境內）建造考納斯要塞，為第一線的大型防禦工事。
1863到1864年間，絕大多的立陶宛人是同波蘭人一起反抗沙皇專制，但是其後雙方開始分道揚鑣。盡管新的立陶宛民族復興運動得益於波蘭浪漫主義以及數位著名的雙重背景的宗教和文學代表的支持，但仍具有強大的反波蘭特性，這些特質源自於立陶宛公國遺存的絕大多什拉赫塔和受過教育的階層對文化波蘭化的一種怨恨。致力於復興波蘭聯合理念的人們會將舊王國內其他語言的復興運動視作抵抗俄國影響的一個方式而加以鼓勵，這些復興也很大程度是基於波蘭模式的，結果在帝俄西部的波蘭立陶宛聯邦舊地裡面，不同族羣間的關係模式經過社會、語言和宗教等層面的同步變化而進一步復雜化：基於後來採用民族語言對羣體身份的重新劃分，現代的波蘭人或波蘭化的非波蘭人，將被迫與現代的立陶宛人、白羅斯人、烏克蘭人和猶太人等其他原王國成員再區分開來。

## 短暫獨立

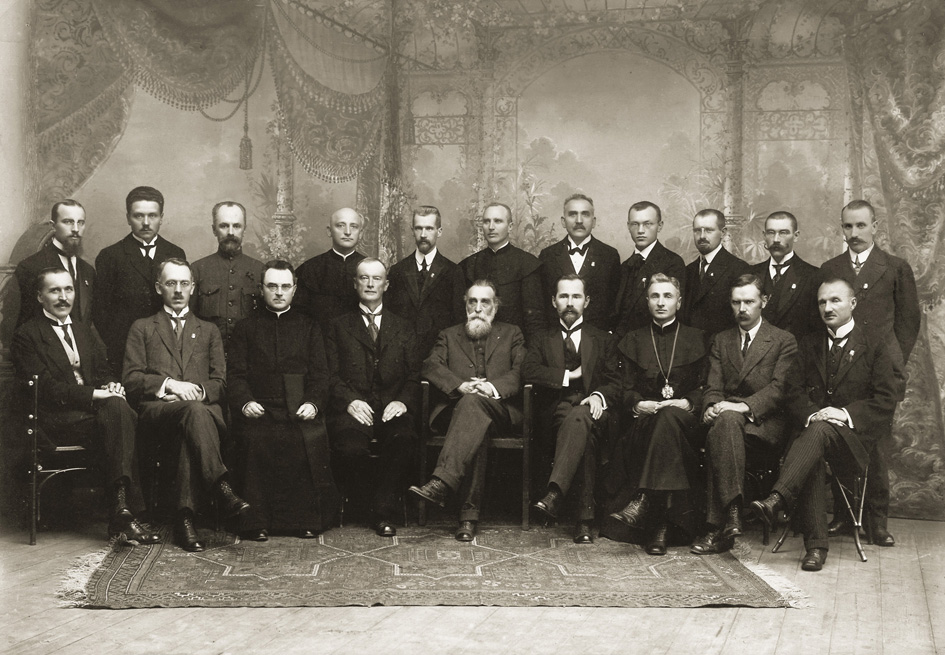
1918年簽署立陶宛獨立法案的20名立陶宛國民大會成員

第一次世界大战期間俄羅斯帝國軍隊不敵德軍而大撤退後，立陶宛於1915年底被德意志帝國佔領，被併入東部領地，立陶宛人的政治、出版與人身自由再次受到打壓，1917年俄国接連爆发二月革命及十月革命，最後由列寧主導成立蘇維埃政權，此時的立陶宛知識份子試圖利用政治形勢發動獨立運動，同年9月維爾紐斯會議選出了立陶宛國民大會的20名成員，1918年2月16日國民大會簽署立陶宛獨立法案，宣布立陶宛恢復獨立，以維爾紐斯為首都，儘管如此，德國軍隊才是實際控制者，國民大會並沒有任何權力。1918年3月佔領著立陶宛的德國承認其獨立並作為德國的附屬國存在。6月立陶宛王國被建立。
一戰結束後立陶宛王國滅亡，隨後奧古斯丁納斯·沃爾德馬拉斯頒行臨時憲法，奧古斯丁納斯·沃爾德馬拉斯成為首名立陶宛總理，組織政府與軍隊，開始為期三年的獨立戰爭，對抗蘇聯支持的立陶宛蘇維埃社會主義共和國、西俄羅斯志願軍與波蘭（波蘭-立陶宛戰爭），1919年波蘭第二共和國對立陶宛發動了一場政變，企圖建立親波政權並組成共主聯邦，但最終失敗。1920年10月爆發热利戈夫斯基兵变，波蘭軍隊佔領了維爾紐斯地區，先建立了傀儡政權中立陶宛共和國，1922年再將其併入維爾諾省，立陶宛政府遷至考那斯，但仍以維爾紐斯為法律上的首都，戰間期立陶宛與波蘭的關係均非常緊張。1923年1月立陶宛在克萊佩達起義後佔領了原為國際聯盟託管的克萊佩達地區。1938年3月波蘭因歐洲局勢緊張而欲鞏固北方邊界，向立陶宛發出最後通牒，要求立陶宛政府和波蘭重新建交否則出兵入侵，立陶宛政府知道自身實力不足以抵禦波蘭軍隊，因此接受了最後通牒，與波蘭恢復外交關係。

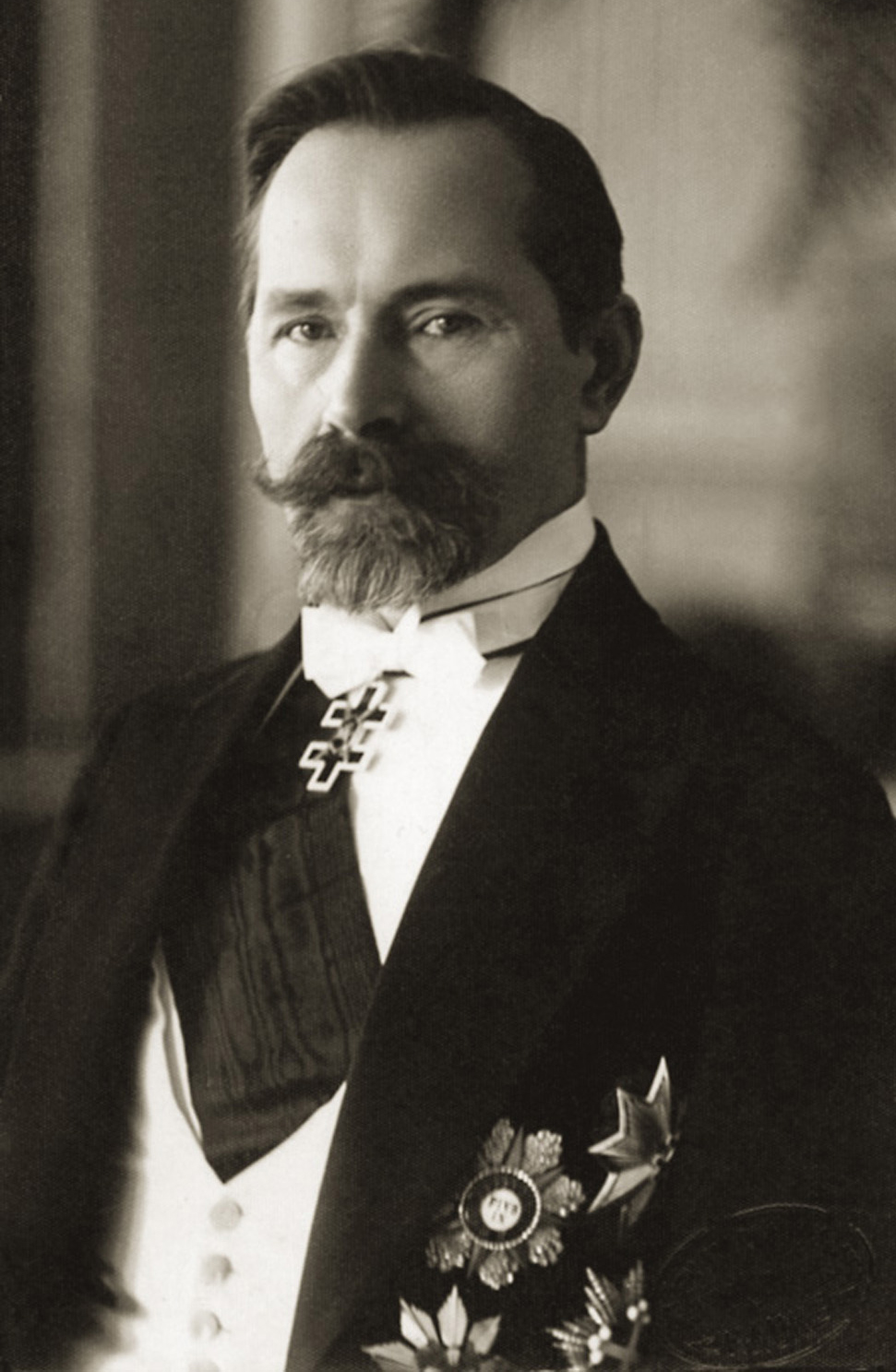
戰間期的首任與末任立陶宛總統安塔納斯·斯梅托納，於1919年至1920年與1926年至1940年任職總統

內政方面，民選的立陶宛憲法會議於1920年5月31日首次召開，通過暫時憲法，1922年又通過了正式憲法。政府著手進行土地、經濟與教育改革，發行立陶宛立特，設立立陶宛大學（今维陶塔斯·马格努斯大学），並與多國建立外交關係，於1921年加入國聯。1926年立陶宛爆發政變，曾任首任總統的安塔納斯·斯梅托納推翻了民主政府，保守的立陶宛民族主义联盟登台掌權，1927年解散國會，並於1928年通過支持總統獨裁的新憲法，查禁反對黨並限制言論自由，少數族裔的權益也受到限縮。
戰間期立陶宛事實上的首都考那斯有小巴黎之稱，生活水準接近西歐國家，受薪階級的薪資也與西歐國家相仿，1913年至1940年立陶宛人口與工業生產均快速增長。但經濟情況受到國際經濟蕭條影響，1935年因農產品價格劇降，蘇瓦爾基亞與祖基亞均有農民罷工。政府積極鎮壓國內反對力量，1936年初有四名農民因發起暴動而被處死。

## 二戰
1939年3月20日納粹德國向立陶宛發出最後通牒，要求其交出克萊佩達地區，立陶宛政府在兩天後同意，同年德蘇簽訂《苏德互不侵犯條約》，在条约附带的秘密附加协议中，立陶宛被划入納粹德國势力范围。
构成波罗的海诸国（芬兰、爱沙尼亚、拉脱维亚和立陶宛）的各地区如果发生领土与政治重组，立陶宛的北部边境将充当德国与苏联两国利益范围的边境。在此种情况下，立陶宛与维尔纽斯地区的相关利益将得到双方承认。
8月29日，德国驻立陶宛特使埃里希·策希林宣称，战争开始后德国将要求立陶宛保持完全中立，但实际上德国政府希望立陶宛人在波兰遭到袭击时采取措施夺取维尔纽斯争议区。迫于英国与法国的外交压力，立陶宛并没有按照德国的意愿行事，而是宣布了中立。9月19日，苏联军队占领维尔纽斯，苏联政府获得了波罗的海领土与政治谈判的主动权。9月25日，斯大林建议变更现有的苏德秘密协议，德國放棄了除去立陶宛西南部以外的所有立陶宛领土以換取波兰的卢布林及周边区域，默許了立陶宛成為蘇聯勢力範圍。德国人试图与苏联和立陶宛方面作进一步的交涉，但在莫洛托夫和斯大林的精心策划下，10月立陶宛被迫簽訂蘇聯-立陶宛互助條約，准許蘇聯在立陶宛設立5個軍事基地與駐軍2萬人以交換蘇軍交還入侵波蘭時佔領的維爾紐斯，隨後蘇聯被冬季戰爭耽擱，1940年6月14日蘇聯政府向立陶宛發出最後通牒，要求改組立陶宛政府並允許紅軍隨意駐軍，立陶宛政府因境內已有蘇聯駐軍，無武力反抗的可能而被迫同意，斯梅托納總統出逃，超過20萬名蘇聯紅軍進入立陶宛境內，隔天蘇聯又向愛沙尼亞與拉脫維亞提出最後通牒，將波羅的海三國完全佔領。

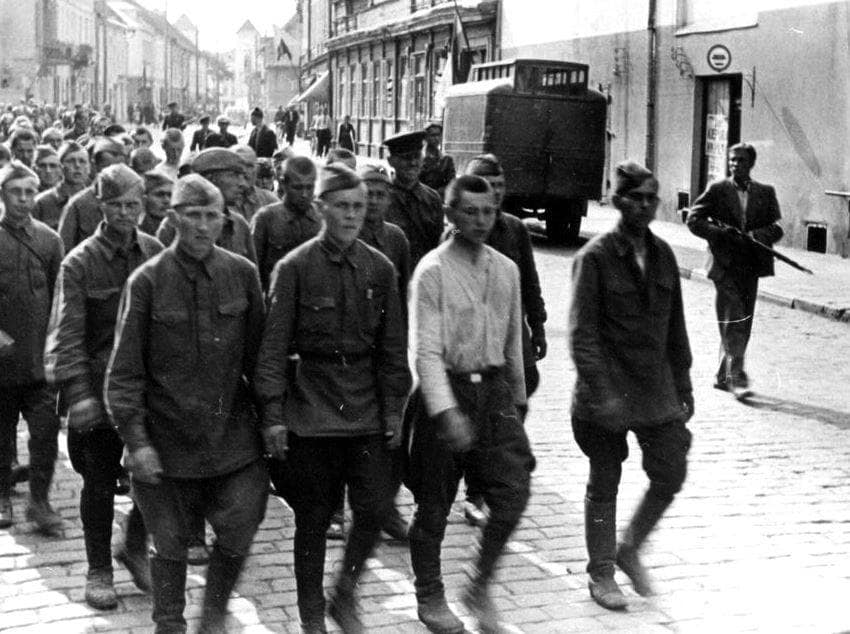
立陶宛行动前线發動六月起義

弗拉基米尔·格奥尔吉耶维奇·捷卡诺佐夫被派往立陶宛監督傀儡政府立陶宛人民政府與人民議會成立與選舉，7月21日立陶宛蘇維埃社會主義共和國成立，並於8月3日加入蘇聯，隨後立陶宛被快速的蘇維埃化，除立陶宛共產黨外的政黨與許多組織都被宣布非法，約12000人被逮捕後送往古拉格關押，大量私人財產被充公，貨幣也改為蘇聯盧布，糧稅大幅上升，立陶宛軍隊則被改編為蘇聯紅軍第29步兵軍。1941年6月14日至18日（納粹德國進攻前一週）有約17000名立陶宛人被流放至西伯利亞，其中許多因不人道的環境而死亡，史稱六月遣送。6月22日納粹德國進攻蘇聯，立陶宛行动前线發動六月起義，建立臨時政府，但德國北方集團軍佔領立陶宛後臨時政府即瓦解，立陶宛被併入德國的奥斯蘭總督轄區。

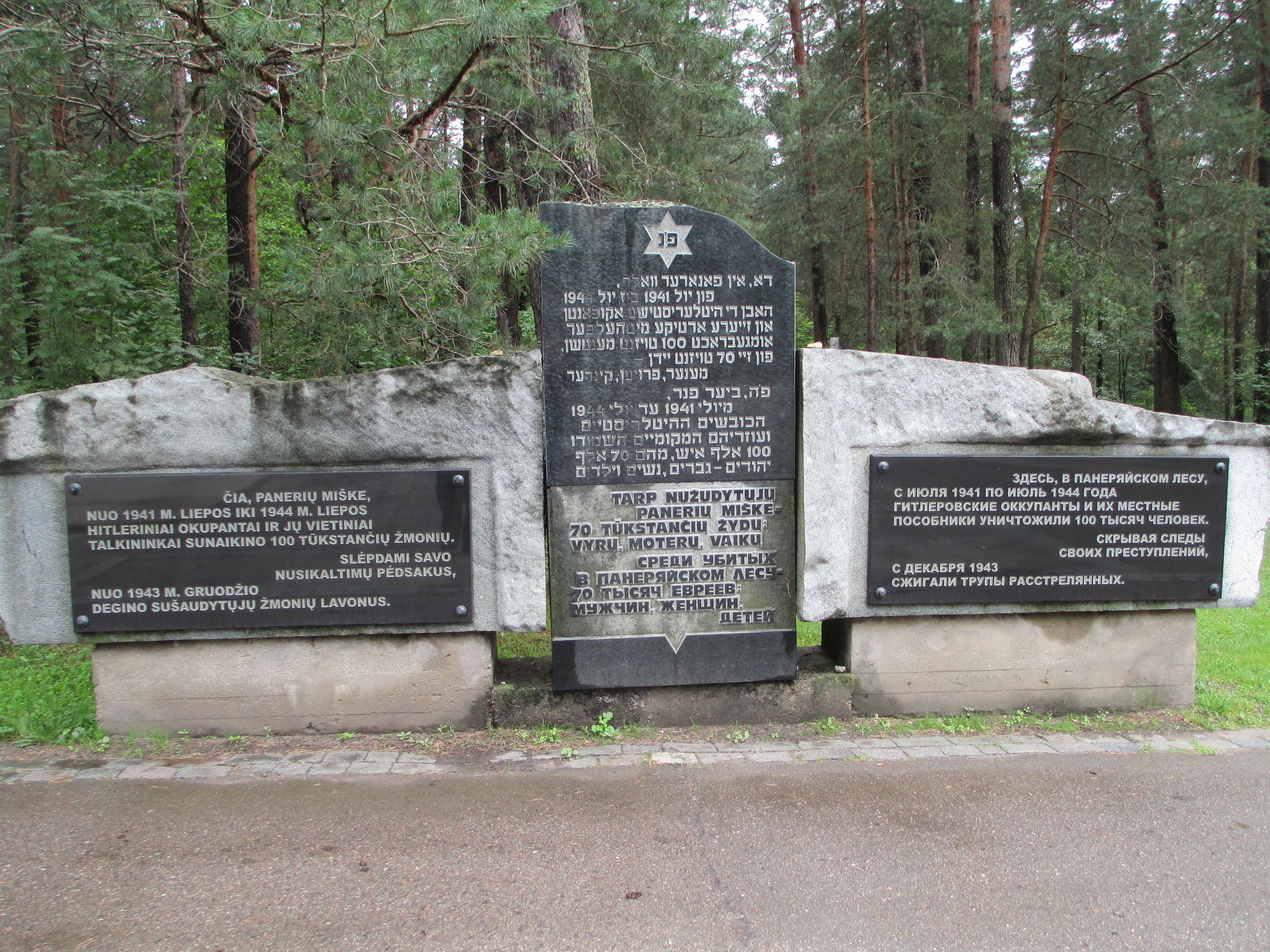
波納里大屠殺遺址，受害者多达10万人，多为犹太人、波兰人和俄罗斯人，执行者则为纳粹德国党卫军和立陶宛合作者

納粹德國在立陶宛展開猶太人大屠殺，將猶太人送往集中營中屠殺，6月25日阿爾吉爾達斯·克利馬蒂斯即在黨衛軍監督下發起了考納斯反猶騷亂，殺害大量猶太人，1941年12月已有超過12萬名立陶宛猶太人遇害，為戰前猶太人的91%至95%:110，近十萬人在波納里大屠殺中遇害。許多立陶宛人冒生命危險保護猶太人，截至2018年1月以色列政府已向893名立陶宛人頒授國際義人；但也有約13000名立陶宛人加入了立陶宛輔助警察營，其中許多與納粹党卫队别动支队一起屠殺猶太人，另外也有立陶宛安全警察與黨衛軍和安全警察合作，鎮壓猶太人、波蘭反抗軍與地下共產黨。
二战对立陶宛的经济造成了巨大冲击。据苏联方面记载，德国占领期间至少有21个村庄被摧毁，56个发电站在德军撤退时停止了工作，1140多座桥梁被毁，工业区和基础设施的严重损毁使得本就疲弱的经济雪上加霜。

## 第二次俄據時代

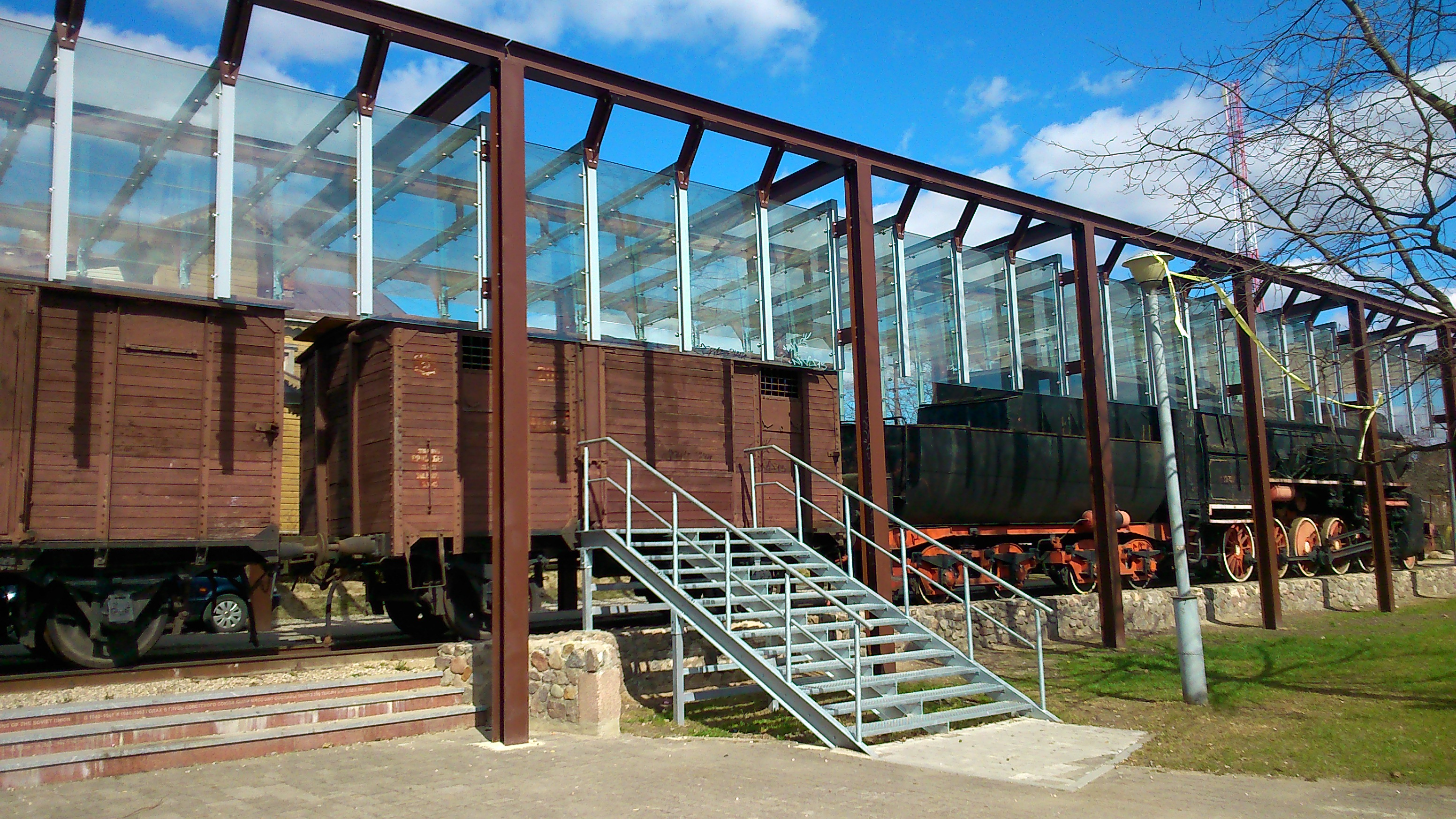
維爾紐斯東郊新維尼亞的火車站，其設計為紀念蘇聯強制遣送立陶宛人的歷史

1944年德軍撤退後蘇軍再次佔領波羅的海三國，繼續將大量政治犯流放至西伯利亞，直到1953年史達林逝世後方止，立陶宛共產黨領導人安塔納斯·尤奧佐維奇·斯涅奇庫斯（1940年至1974年擔任領導人）從旁協助逮捕與流放的行動。蘇聯試圖將立陶宛融入其社會，禁止一切立陶宛國家象徵，立陶宛的反抗勢力則組成游擊隊對抗蘇聯，共有約5萬人參加，自1944年活躍至1953年，試圖重建獨立的立陶宛國，甚至大量的天主教神职人员也积极为抵抗战士提供庇护和援助，反苏抵抗运动的核心力量是1944年建立的立陶宛防卫力量（LVR），该组织在波维拉斯·普莱恰维丘斯将军领导下由德国人建立，在这位领导者于同年5月因反对德国军方被捕后，LVR的成员遵循他最后的命令分散成小组前往乡下继续活动，将游击队扩散到整个立陶宛，强烈的民族主义倾向使他们同时与德国占领军和苏联军队为敌。到了1949年，全立陶宛的各个游击组织進一步联合并組建了立陶宛自由戰士聯盟，其領導人约纳斯·热迈蒂斯於2009年被追認為立陶宛總統。游擊隊未能成功抵抗蘇聯的統治，但展現了立陶宛非自願加入蘇聯、追求獨立的意志。事後歐洲人權法院與立陶宛法院均判決蘇聯鎮壓立陶宛游擊隊的行動為種族滅絕。

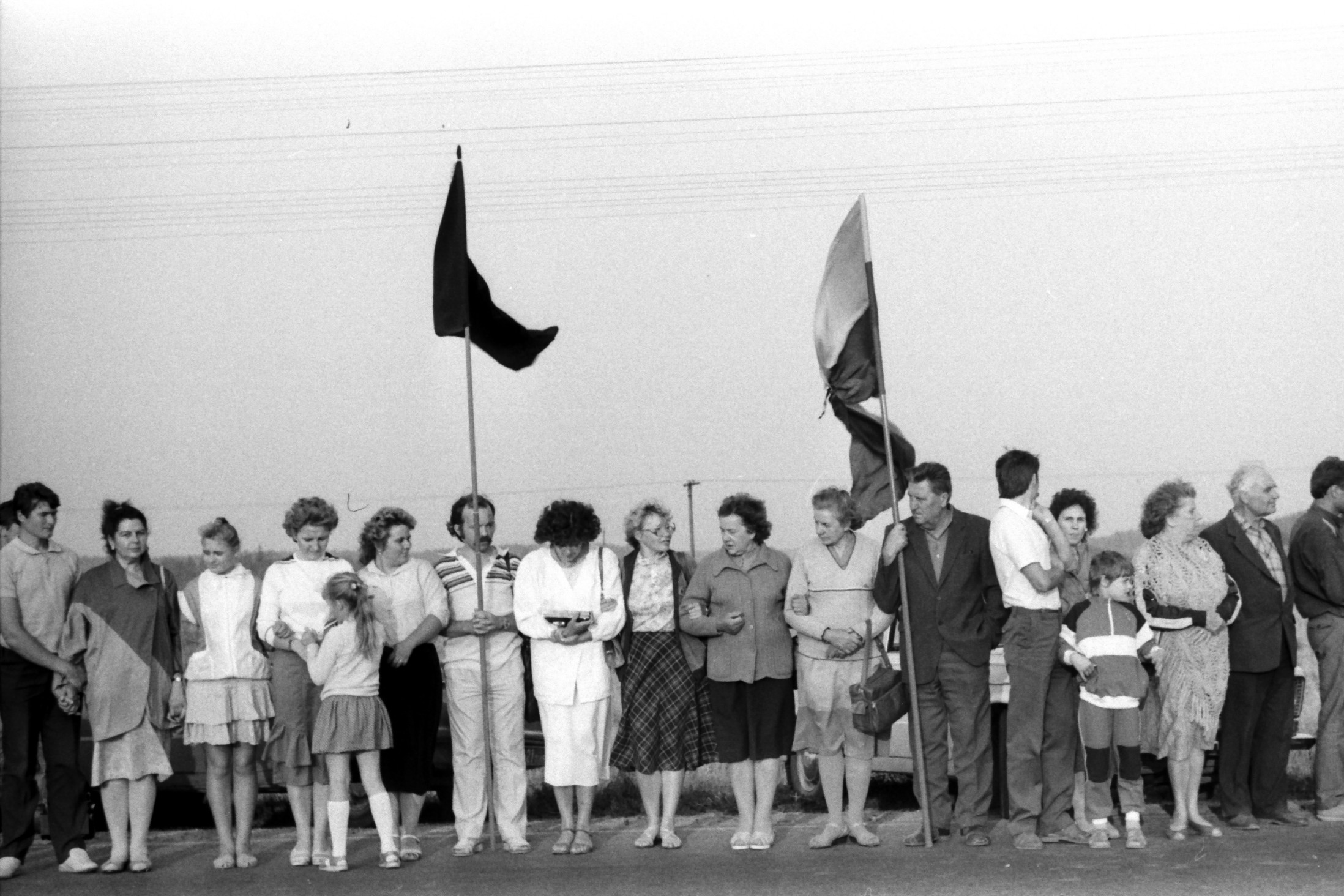
大規模的反蘇示威波羅的海之路，波羅的海三國有約25%的人口參與

游擊隊被鎮壓後，立陶宛仍有地下反抗勢力散發出版報刊與天主教書籍，活躍成員包括Vincentas Sladkevičius、西吉塔斯·坦克維休斯與妮约莱·萨杜奈特等。1972年時年19歲的學生羅馬斯·卡蘭塔在考那斯自焚以抗議蘇聯統治，造成考那斯數日騷亂。

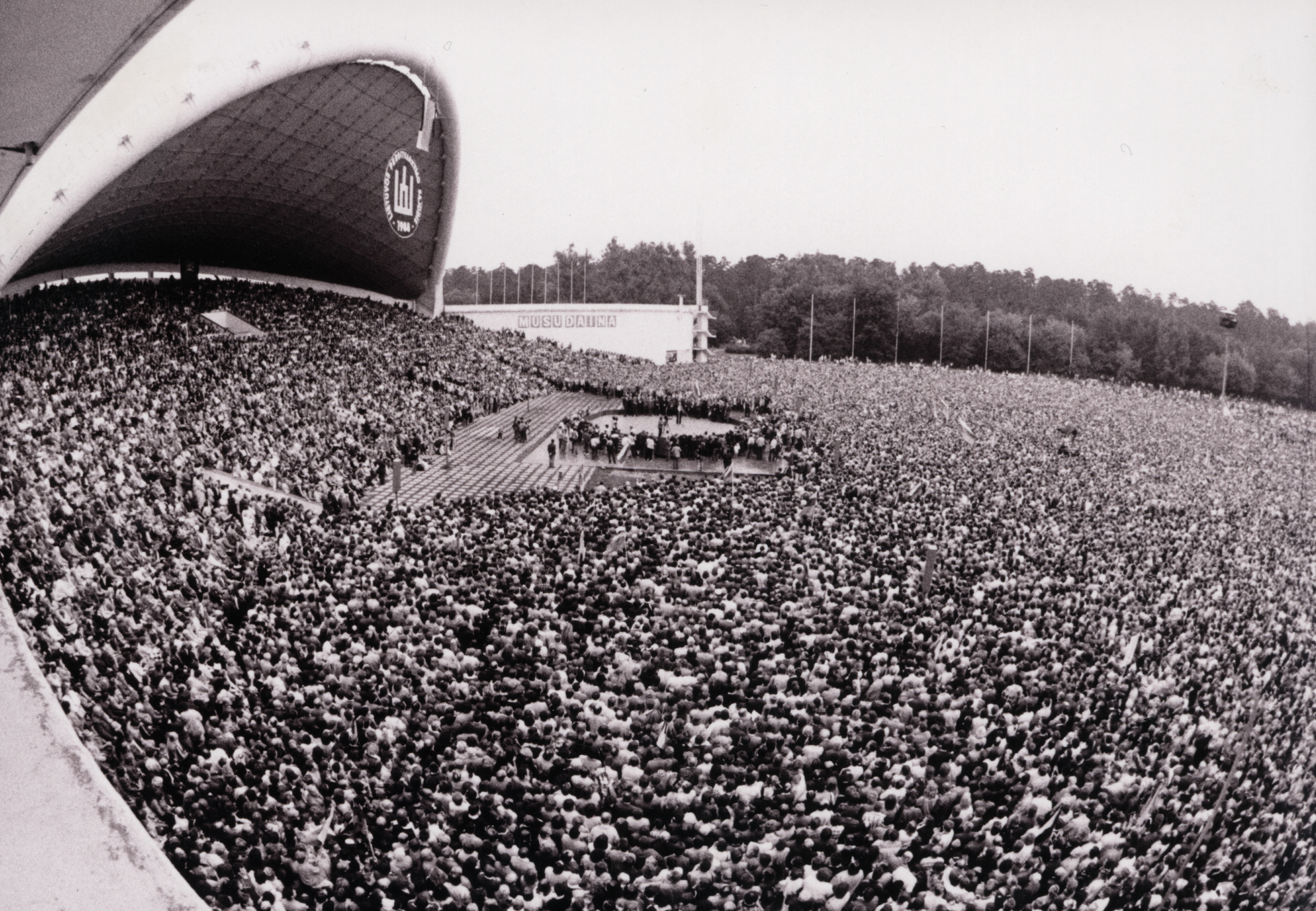
1988年8月23日維爾紐斯溫吉斯公園的一場反蘇集會，有約25萬人參加

1976年反蘇人士建立了立陶宛赫爾辛基小組，透過外國電台宣布立陶宛獨立，向西方國家宣傳蘇聯治下的立陶宛人權受到侵害的情形，隨著蘇聯推行開放政策，立陶宛獨立運動組織薩尤季斯於1988年6月3日成立，以追求立陶宛獨立為宗旨，维陶塔斯·兰茨贝吉斯（日後擔任立陶宛國會的首任議長）為其領導人，在全國各地獲廣泛支持，1988年8月23日在維爾紐斯溫吉斯公園舉辦的一場反蘇集會即有約25萬人參加。1989年8月23日，為紀念德蘇互不侵犯條約簽訂50週年，使全世界關注波羅的海國家被佔領的情形，立陶宛與愛沙尼亞、拉脫維亞發起大規模的反蘇示威波羅的海之路，薩尤季斯為組織者之一，共有200萬人手牽手組成一個長度超過675公里的人鏈，穿越波羅的海三國。

## 獨立

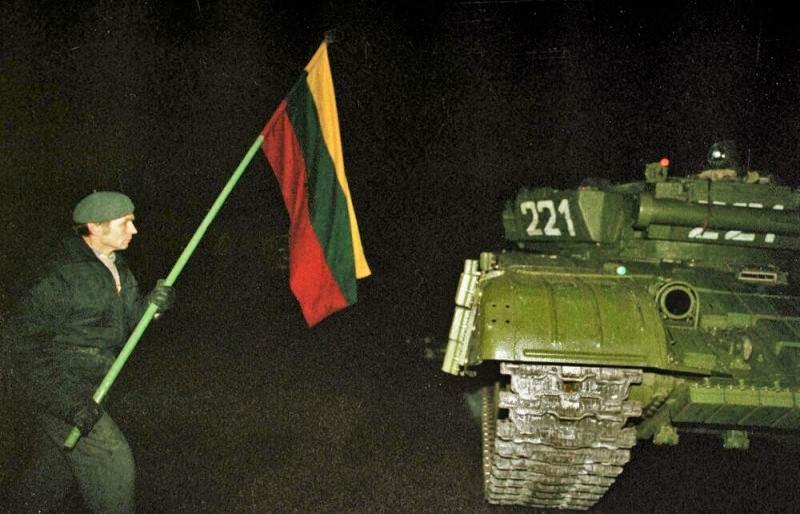
立陶宛一月事件中阻擋蘇聯坦克的立陶宛人

1990年3月11日，立陶宛最高委員會簽署立陶宛復國法案宣布立陶宛恢復独立，為第一個自蘇聯宣布獨立的共和國，4月22日蘇聯宣布對立陶宛實行經濟封鎖，停止向立陶宛供應石油等原物料，隔年1月蘇聯試圖策劃兵變推翻新獨立的立陶宛政府，莫斯科當局認為立陶宛經濟情況不佳，當地人應會強烈支持政變，便派遣軍隊進攻維爾紐斯政府大樓，是為立陶宛一月事件，但立陶宛人多支持獨立的政府，故政變未能成功，蘇聯在國際壓力下被迫撤軍。1月31日蘇軍在立陶宛與白俄羅斯的邊境攻擊立陶宛邊檢人員，造成7人死亡（梅迪尼恩凱襲擊事件）。
1991年2月11日冰島議會決議冰島政府1922對立陶宛獨立的承認仍有效，且從未正式承認蘇聯佔有立陶宛 ，兩國應盡快恢復外交關係。1991年9月6日苏联才承认其独立。9月17日立陶宛加入聯合國。1992年10月25日立陶宛公投制定現行憲法，1993年2月14日全民直選選出阿尔吉尔达斯·布拉藻斯卡斯為首任立陶宛總統，同年8月31日蘇軍全數撤離立陶宛。

## 現代立陶宛
2001年5月31日立陶宛加入世界貿易組織；2004年3月29日加入北大西洋公約組織，同年5月1日正式加入欧盟；2007年12月21日加入申根公約；2015年1月1日加入歐元區；2018年7月4日加入經濟合作暨發展組織。
2006年5月30日，阿达姆库斯总统对来自劳动党的两名涉嫌腐败的部长表示不信任，劳动党因此于5月31日宣布退出执政联盟。6月1日，总理布拉藻斯卡斯向总统递交辞呈并获批准。担任财政部长的巴尔齐蒂斯被阿达姆库斯任命为代总理。
2009年達利婭·格里包斯凱特當選總統，為立陶宛第一任女總統，2014年成功連任。

## 備註
1. ↑  立陶宛鄰國的史書對明道加斯崛起的過程有不同記載，有說他是通過家族聯姻一步步上位，也有說他心狠手辣地殺害和放逐許多政敵而上位。